# Tyler Biadasz
Tyler Biadasz (Amherst, Wisconsin, 20 de noviembre de 1997) es un jugador profesional estadounidense de fútbol americano que se desempeña en la posición de center en los Washington Commanders, equipo de la National Football League (NFL).

## Carrera
Fue seleccionado en la cuarta ronda en la Reunión Anual de Selección de Jugadores de la NFL de 2020. Hizo su debut profesional con el equipo Dallas Cowboys, donde lleva jugando cuatro temporadas.